# 생선 국물

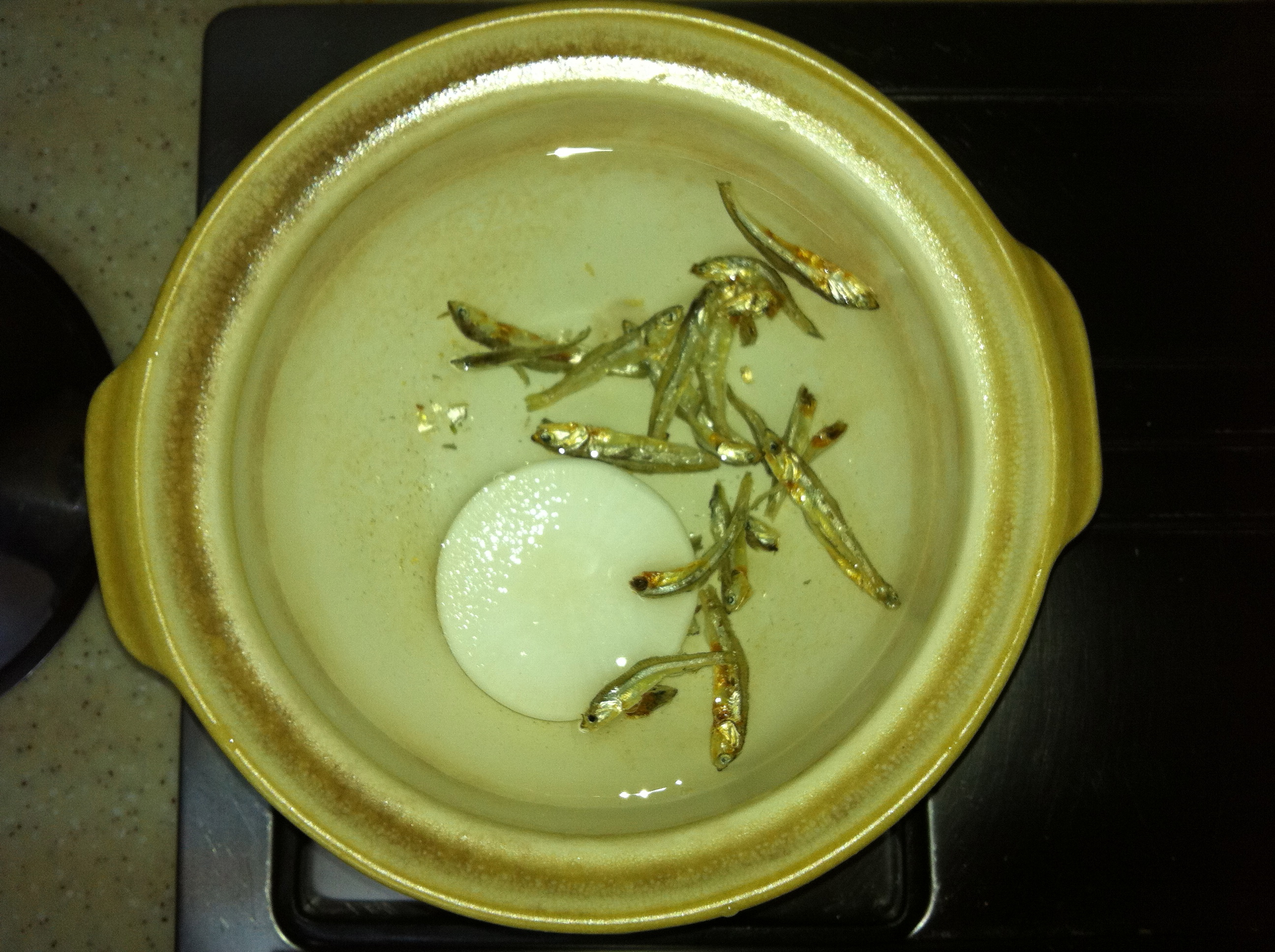
멸치 국물

생선 국물(生鮮--)은 멸치, 밴댕이, 북어 등 생선을 삶아 낸 물이다. 밑국물로 쓸 때는 생선 육수(生鮮肉水)나 생선 밑국물(生鮮---, 영어: fish stock), 생선 맛국물(生鮮---)로도 부른다. 주로 마른 생선을 사용하며, 훈연 멸치나 가쓰오부시(가다랑어 포)처럼 훈연한 생선을 쓰기도 한다. 생선 대가리나 뼈로만 뼈육수를 내기도 한다. 맑은국으로 먹을 때는 생선 맑은국(生鮮---, 영어: fish broth)이라 부른다.

## 종류
- 가다랑어 국물(가다랑어 육수, 가쓰오부시 육수, 가쓰오 육수)
- 멸치 국물(멸치 육수)
- 밴댕이 국물(밴댕이 육수, 디포리 육수)
- 북어 국물(북어 육수)

## 같이 보기
- 고기 국물
- 다시마 국물
- 조개 국물
- 채소 국물